# Stazione di Rotterdam Centrale
La stazione di Rotterdam Centrale (in olandese station Rotterdam Centraal) è la principale stazione ferroviaria della città olandese di Rotterdam.
La stazione sotterranea è capolinea della linea D ed è anche attraversata dalla linea E della metropolitana. Dalla stazione di superficie partono treni regionali per Breda, Amsterdam e Utrecht e treni ad alta velocità per Anversa, Bruxelles, Lilla e Parigi.

## Storia

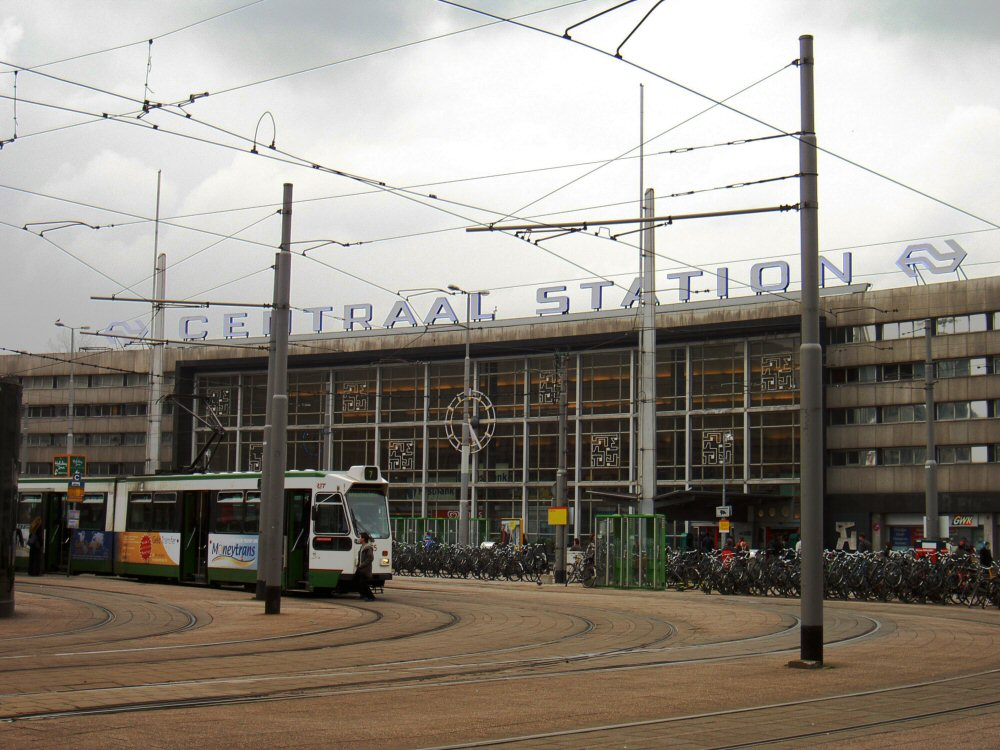
La vecchia stazione di Rotterdam Centrale nel 2005

Prima della seconda guerra mondiale i capolinea ferroviari principali di Rotterdam erano: Delftsche Poort, Beurs, Maas e Hofplein, infatti la città non disponeva di una stazione centrale. Il bombardamento del 1940 danneggiò gravemente Delftsche Poort e la città nel 1950 commissionò la progettazione di una nuova stazione all'architetto Sybold van Ravesteyn. La Rotterdam Centraal fu completata nel 1957 sostituendo Delftsche Poort e Maas, dismessa nel 1953.
Il 9 febbraio 1968 la principessa Beatrice inaugurò la prima linea della metropolitana nei Paesi Bassi, l'attuale linea D, che dalla stazione centrale raggiungeva Zuidplein. La stazione sotterranea è stata poi spostata nel 2009.
Nel 2004 iniziarono i primi lavori di ammodernamento e ampliamento della stazione ferroviaria che portarono alla demolizione del fabbricato progettato da van Ravesteyn nel 2008 e alla costruzione della nuova stazione, inaugurata il 13 marzo 2014 dal re Guglielmo Alessandro. Le lettere e l'orologio posti sulla facciata della nuova stazione sono stati riutilizzati dalla stazione originale.

## Movimento
La stazione è connessa ai principali capolinea dei Paesi Bassi, tra cui Amsterdam, Utrecht, Breda e L'Aia, oltre che a servizi a lunga percorrenza per Anversa, Bruxelles, Lilla e Parigi. È inoltre attraversata dall'Eurostar diretto ad Amsterdam Centrale da Londra St Pancras.

## Interscambi
La stazione è collegata a due linee della metropolitana (D e E), a 9 linee della rete tranviaria e a svariate linee autobus gestite da RET.
- Fermata metropolitana (Rotterdam Centraal, linee D e E)
- Fermata tram (Station Rotterdam Centraal, linee 4, 7, 8, 12, 20, 21, 23, 24 e 25)
- Fermata autobus RET, Connexxion e Qbuzz